# Васич, Милош (генерал)
Ми́лош Ва́сич (серб. Милош Васић; 27 февраля 1859 — 20 октября 1935) — сербский и югославский военный деятель, дивизионный генерал (1916); военный министр Сербии в 1900—1901 годах и министр обороны Королевства сербов, хорватов и словенцев в 1922 году. Известен как автор Закона об устройстве Вооружённых сил Королевства Сербии 1901 года, которым было введено звание «воевода» и которого удостоились четыре генерала армии Королевства Сербии, а также как разработчик осколочной гранаты, получившей его имя.

## Биография

### Происхождение и семья
Родился 27 февраля 1859 года в селе Неменикуче Космайского района. Родители: Милое, староста района, и Милица, предком которой был воевода Первого сербского восстания Янко Катич. Окончил начальную школу в Неменикуче, семь классов гимназии Белграда. Один год учился на философском факультете Высшей школы (ныне Белградский университет). Был отличным учеником, однако после смерти отца покинул Высшую школу из-за нехватки средств на дальнейшее обучение.
Был женат на Зорке Карабиберович, дочери Живко Карабиберовича, который был председателем Народной скупщины и происходил из рода Баба-Дудичей. Детей в браке не было.

### Обучение
Своё боевое крещение Милош Васич принял в сербско-турецкой войне, которая шла с 1876 по 1878 годы и в которой он участвовал добровольцем. Позже он поступил в Военную академию 1 сентября 1880 года как воспитанник 13-го класса. 1 марта 1881 года произведён в капралы Армии Сербии, через полгода произведён в поднаредники (1 сентября). Через год, 1 сентября 1882 года, произведён в наредники. 2 августа 1883 года окончил с отличием академию (3-й по успеваемости) и произведён в подпоручики пехоты.
В октябре 1884 года он стал слушателем Высшего курса Военной академии. В 1885 году из-за начавшейся войны между Сербией и Болгарией курс был прерван и продолжен в октябре 1886 года. 22 августа 1887 года Васич был произведён в поручики, а 1 октября того же года окончил Высший курс Военной академии.

### Начало военной службы
До октября 1884 года Васич был взводным во 2-й роте 7-го батальона Дунайского пехотного полка. В сентябре 1885 года назначен исполняющим обязанности командира роты 3-го батальона 2-го пехотного полка имени князя Михаила. Во главе этого подразделения участвовал в сербско-болгарской войне. За боевые отличия в деле у Брезника (6 ноября) и на границе Сербии (с 13 по 16 ноября) он был награждён золотой военной медалью Милоша Обилича.

### Межвоенные годы
После войны в марте 1886 года Васич был назначен командиром взвода в 7-м батальоне Дунайского пехотного полка. До 1887 года командовал ротой воспитанников Военной академии, в начале декабря 1887 года отправлен на службу в общевоинский отдел Военного министерства. По завершении получения военного образования Васич был направлен во Францию на стажировку, однако проходить практику в вооружённых силах Австро-Венгрии не желал. В Линце был определён в штаб 3-й австрийской дивизии, с которой участвовал в императорских учениях. Служил с октября 1887 по январь 1889 годов в австрийской армии.
После возвращения из Австро-Венгрии Васич был назначен исполняющим обязанности командира роты в 4-м гвардейском батальоне. 1 ноября 1889 года назначен преподавателем географии и истории сербского народа в школе младших офицеров пехоты. В конце года переведён в Главный генеральный штаб и стал там офицером. 1 января 1891 года произведён в капитаны 2-го класса, в мае того же года назначен командиром отряда воспитанников третьего года выпуска Военной академии. В октябре вернулся в штаб, 15 октября назначен на службу в Дунайскую дивизионную область. С 1 июля 1892 года — референт по делам генерального штаба Тимокской дивизионной области, с 9 апреля 1893 года — исполняющий обязанности начальника штаба области. 2 августа направлен в отделение Генерального штаба при общевоинском отделе Военного министерства как офицер для поручений короля Александра Обреновича. С 26 сентября 1893 года — капитан I класса.
С 28 сентября по 24 декабря 1894 года Васич снова был исполняющим обязанности начальника штаба Дунайской дивизионной области, а также командиром 2-го эскадрона 2-го кавалерийского полка. В октябре 1895 года направлен на службу в Главный генеральный штаб, в должности офицера штаба ездил с дипломатической миссией в Вену с целью обсуждения так называемого «Дринского вопроса». 22 марта 1896 года произведён в майоры генерального штаба и назначен начальником внутренного отделения оперативного отдела Главного генерального штаба. С февраля 1897 года — военный атташе в Болгарии, в октябре из-за напряжённых отношений между странами отозван в Белград. В октябре 1898 года назначен исполняющим обязанности командира 7-го пехотного полка, с 10 марта 1899 года — адъютант короля Александра Обреновича. 22 февраля 1900 года произведён в подполковники, 26 марта того же года назначен референтом пехоты Командования действующей армии.

### Военный министр и дипломат
12 июля 1900 года Милош Васич был назначен военным министром Сербии в кабинете министров Алексы Йовановича. До 5 февраля 1901 года он формально занимал эту должность, но ещё до 20 марта 1901 года он фактически оставался на посту военного министра. До 27 апреля 1901 года Милош Васич был военным министром и в кабинете министров Михаила Вуйича, пока его не сменил полковник Божидар Янкович. 6 апреля, ещё до своего ухода с поста министра, Васич был произведён в полковники Генерального штаба. В феврале 1902 года Васич был назначен полномочным послом в Черногории, 20 июня 1903 года покинул эту должность после свержения династии Обреновичей в мае того же года, отказавшись служить с запятнавшими себя убийствами участниками заговора. В июле 1903 года отправлен на пенсию.

### Балканские войны и Первая мировая война
В конце ноября 1912 года Милош Васич вернулся из запаса: он был назначен представителем сербской армии при командовании вооружённых сил Греции во время обеих Балканских войн. Демобилизован после завершения Второй Балканской войны, но 12 июля 1914 года вернулся на службу. Возглавил Браничевский отряд, а 30 августа возглавил 2-ю Дунайскую дивизию, которой командовал в 1914—1915 годах. С 1 января по апрель 1916 года был заместителем командира 1-й армии, пока сербские войска не отступили на Корфу. 29 июня 1916 года произведён в генерал-майоры, 14 августа возглавил 3-ю армию, с которой сражался на Каймакчалане и взял Битолу. В начале 1917 года снова стал командиром 1-й армии, в апреле 1917 года отправился в Италию как представитель Сербии при итальянском командовании. Оставался в Италии до конца войны.

### Служба в Югославии
После окончания войны Васич был отправлен в Сплит как делегат нового югославского государства для решения территориального вопроса, а именно раздела Далмации с Италией. 12 апреля 1919 года возглавил 3-ю военную область, 15 апреля 1920 — 4-ю военную область, 10 марта 1921 года — 1-ю военную область королевской армии. С 3 января по 4 ноября 1922 года занимал пост министра обороны Королевства сербов, хорватов и словенцев в кабинете Николы Пашича. В октябре 1923 года произведён в дивизионные генералы, а 9 ноября 1923 года окончательно вышел на пенсию.
20 октября 1935 года Милош Васич скончался. Он похоронен на Аллее великанов Нового кладбища в Белграде. Военному музею Белграда и Военной академии он завещал свою богатую библиотеку книг по военной и другой тематике. Считался одним из солдат сербского и югославского войска с наибольшим стажем воинской службы.

## Научные работы
Васич был образованным офицером, который говорил на английском, немецком, французском, итальянском, греческом, болгарском и русском языках. Он был автором ряда работ по военному делу, публиковал статьи в журнале «Ратник». Как деятель военного законодательства, Васич ввёл закон об обязательной службе резервных войск и сократил срок службы. В 1912—1918 годах Васич работал над Законом об организации войска, благодаря которому в югославской армии появилось высшее воинское звание — воевода, присваивавшееся за исключительные военные заслуги.
Васич является автором важных для военной истории книг: «Военные воспоминания и записки» (1891), «Воинская библиотека» (1893), «Основы стратегии» (1894), «Из области организации войска» (1906), «Высшая воинская дисциплина» (1909), «Последний вздох генерала Йована Мишковича» (1909), «Армия и политика» (1910). Также он написал мемуары, которые не были опубликованы. Также он собрал первую сербскую ручную гранату со взрывателем ударного действия, которая стала известна как «граната Васича», «крагуевацкая граната» или «граната образца 1904 года». По форме она напоминала флакон для духов квадратной формы. Эту гранату использовал Неделько Чабринович при попытке покушения на Франца Фердинанда: она взорвалась, отскочив от крыши машины Франца Фердинанда, и ранила осколоками 20 человек. В сербской армии она пользовалась популярностью благодаря своей квадратной форме.

## Награды

### Сербия и Югославия
- Орден Звезды Карагеоргия с мечами III и IV степеней
- Орден Милоша Великого III степени
- Орден Белого орла с мечами I и II степеней
- Орден Белого орла I, IV и V степеней
- Орден Таковского креста I и V степеней
- Золотая медаль Милоша Обилича за храбрость
- Памятный знак сербско-болгарской войны (1885—1886)
- Памятный знак Первой Балканской войны (1912)
- Памятный знак Второй Балканской войны (1913)
- Памятная медаль Первой мировой войны 1914—1918
- Албанская памятная медаль

### Другие страны

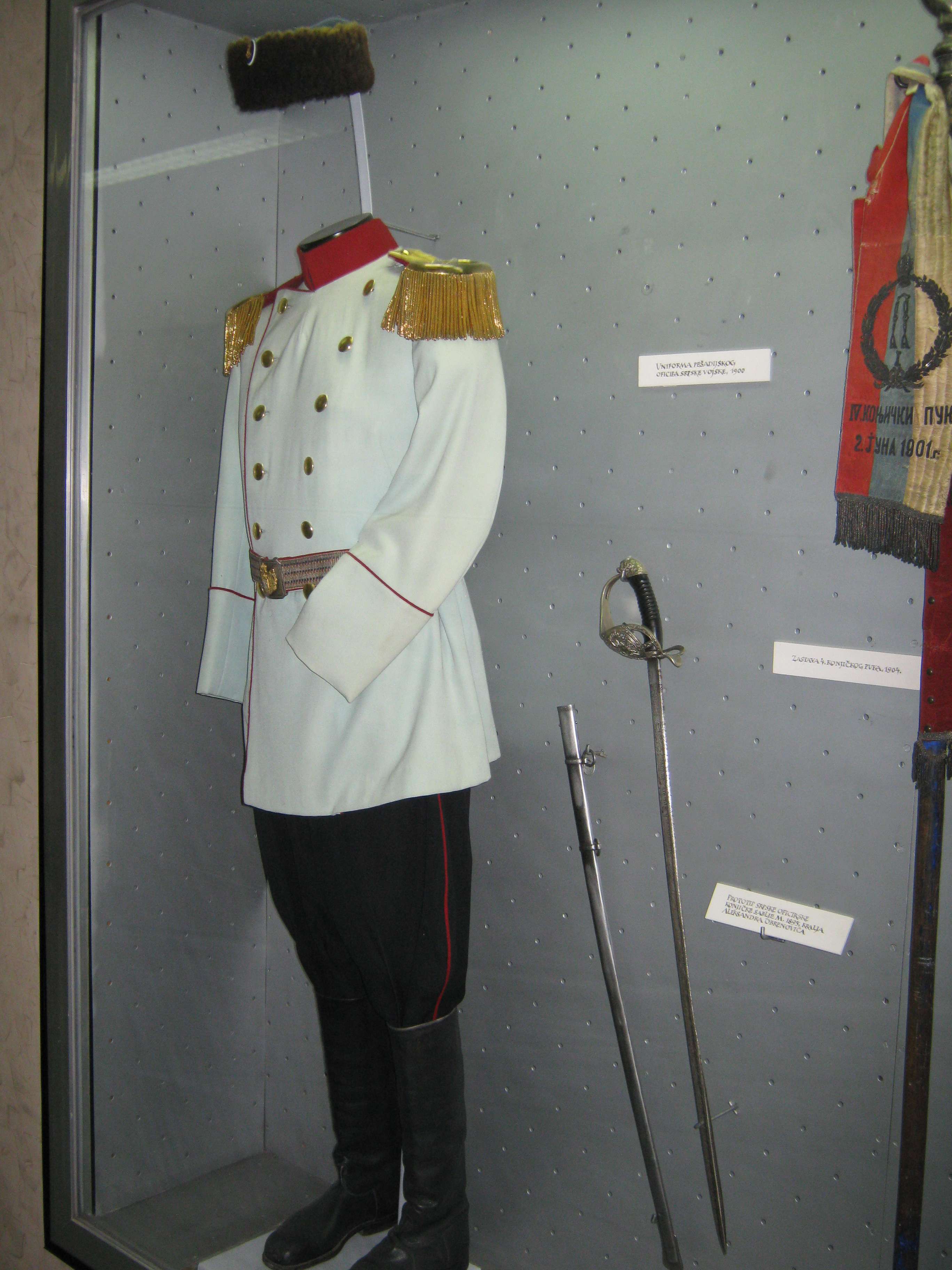
Униформа офицера пехоты Армии Сербии, 1900 год

- Орден Почётного легиона III степени
- Орден Святого Михаила и Святого Георгия II степени
- Орден Франца-Иосифа III степени
- Орден Святого Александра III степени
- Орден Меджидие I степени с лентой
- Орден Спасителя II степени
- Орден Короны Италии I степени
- Орден Льва и Солнца I степени
- Орден Святого Олафа III степени
- Медаль за храбрость
- Серебряная медаль за храбрость